# Louis de Boullogne

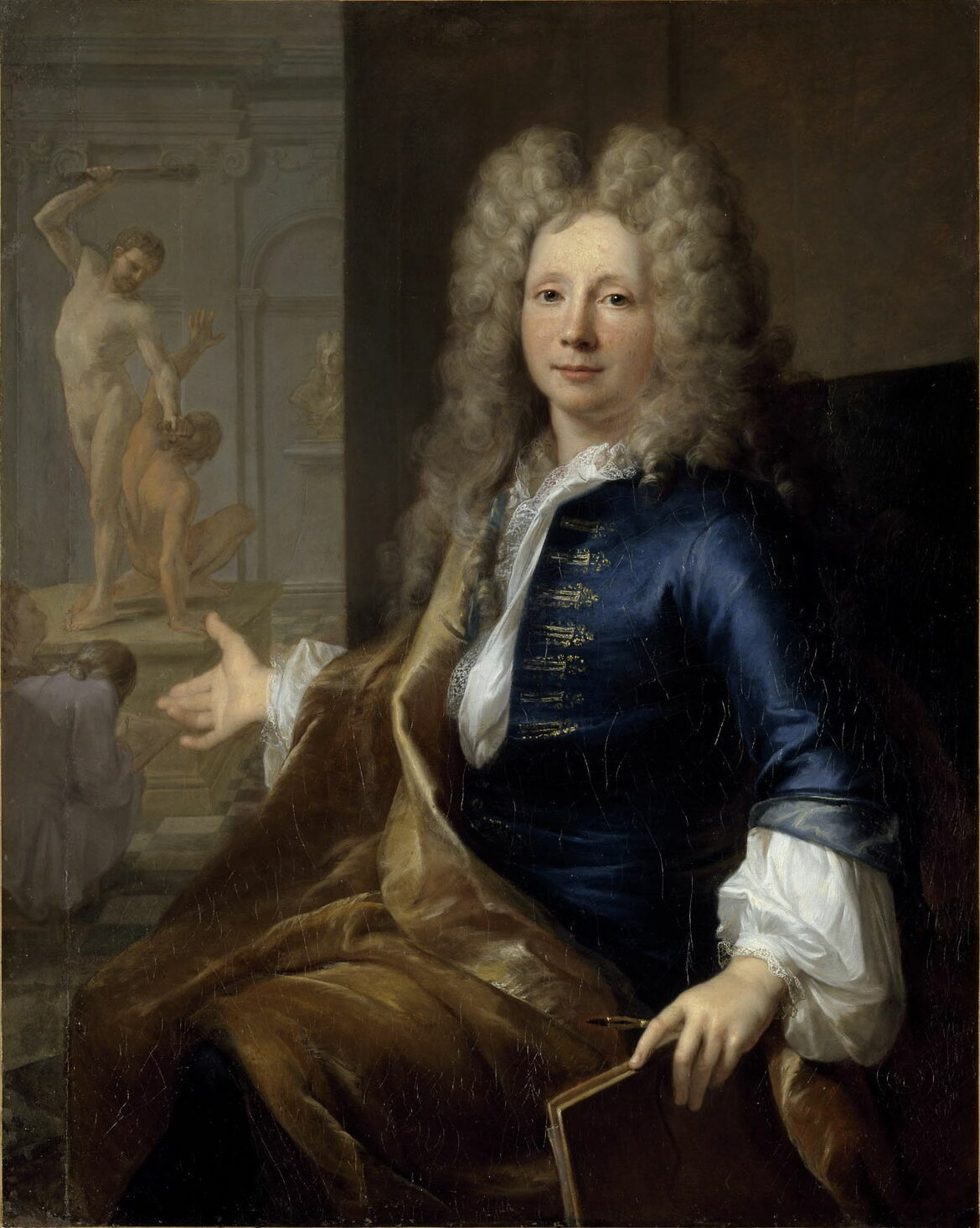
Pierre Gobert: Louis Boullogne d. J.

Louis de Boullogne (auch Louis Boullogne d. J.  oder Boullogne fils genannt; * 19. November 1654 in Paris; † 21. November 1733 ebenda) war ein französischer Maler.

## Leben
Boullogne war der Sohn des Malers Louis Boullogne. Er hatte drei ältere Geschwister – Geneviève (1645–1709), Madeleine (1646–1710) und Bon (1649–1717). Alle vier Geschwister wurden Maler.
Zunächst erlernte er die Malerei bei seinem Vater in der Akademie. In der freien Zeit streifte er mit seinem Bruder Bon auf Motivsuche durch Paris. 1671 erhielt er einen Preis für das Gemälde Der König, Europa den Frieden gebend. 1673 bekam er einen 1. Preis für das Bild Übergang über den Rhein. Mit dem Rompreis ausgezeichnet, durfte sich Louis von 1676 bis 1680 in Italien aufhalten und dort seine künstlerischen Fertigkeiten komplettieren.

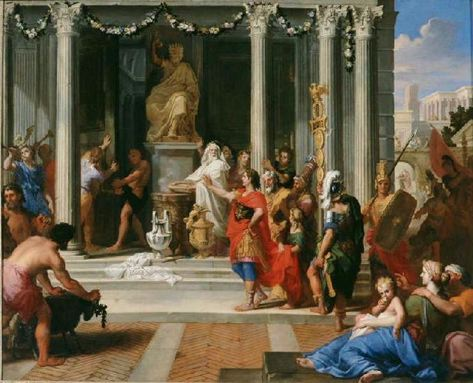
Augustus lässt den Janustempel schließen

1681 wurde er anlässlich seines Gemäldes Augustus lässt den Janustempel schließen in die oben genannte Akademie aufgenommen. Dort wurde er 1694 Professor. Zeit seines Lebens war Boullogne außerordentlich produktiv. Zum Beispiel zwischen 1699 und 1704 stellte er etliche Bilder zur Mythologie und biblischen Geschichte aus. 1708 beteiligte er sich an der Ausmalung der Decke im Invalidenheim. 1722 wurde er von der Akademie der Inschriften und Literatur zu Arbeiten zur Ausschmückung öffentlicher Denkmäler hinzugezogen. 1724 wurde er als königlicher Hofmaler geadelt und 1725 Direktor der Akademie. Zu seinen Schülern zählten Michel de Cornical  (1668–1705), Louis Galloche und Jacques Courtin (1672–1752).
Boullogne heiratete am 3. Februar 1688 Marguerite Bacquet. Das Paar bekam vier Kinder. Jean de Boullogne (1690–1769) – einer der beiden Söhne – war von 1757 bis 1759  Finanzminister von Frankreich.
Boullogne wurde in der Pfarrkirche Saint-Eustache beigesetzt.

## Ehrungen
- 1722 Ordre de Saint-Michel